# Aproximação diofantina
Na teoria dos números, a aproximação diofantina, (nomeada assim por causa dos trabalhos do matemático Diofante de Alexandria), é um ramo da matemática que parcela os números reais para executar a sua aproximação com os números racionais. Para que isso ocorra, é necessária uma diminuição dos números reais, e uma aproximação deles (em termos de valor absoluto) ao conceito de números racionais, para que a aproximação seja realizada. Um sutil significado considera quão fácil e é essa aproximação, pela comparação do tamanho do denominador.
As matéria podem ser vistas como bem fundamentadas, com resultado dos trabalhos de Joseph Liouville na área, principalmente nos números algébricos (o lema da matéria pode ser visto na Álgebra de Liouville), mas antes desses avanços já era conhecido a teoria das frações continuadas, como se aplicando às raízes quadradas inteiras, e algumas que resultava em números irracionais.
Os resultados foram aperfeiçoados por Axel Thue, e outros, levando ao fim o teorema de Roth: o expoente do teorema foi redizido de n, os graus dos números algébricos para qualquer número maior que dois (i.e. '2+ε'). Consequentemente, Schmidt generalizou este caso para uma aproximação simultânea. as provas são difíceis, e não efetivos, pela desvantagem de aplicações.